# 理研電線
理研電線株式会社（りけんでんせん、英文社名：Riken Electric Wire Co., Ltd.）は東京都中央区築地に本社を置く、古河グループの金属線製造メーカーである。

## 主力製品・事業
- 各種焼付線および各種ケーブル
- 各種金属線
- 光部品・電子部品
- プラスチック製品
- 金網の加工

## 主要事業所
- 本社 - 東京都中央区築地1-12-22 コンワビル 5F
- 千葉工場 - 千葉県市原市八幡海岸通6番地
- 新潟工場 - 新潟県新潟市秋葉区小須戸357
- 市島工場 - 兵庫県丹波市市島町勅使字辻の貝387-1

## 沿革
- 1934年（昭和9年） - 理化学研究所の所長である大河内正敏博士らにより東京都品川区に大和電線株式会社を設立。伸線、錫メッキ線の製造開始。
- 1935年（昭和10年） - 理研電線株式会社に改称。
- 2008年（平成20年） - 古河電気工業による株式交換により上場廃止。同社の子会社となる。

## 主要関係会社
- 理研華通（唐山）線纜有限公司
- 新藤興業製造廠有限公司